# Павел Ротмистров
Павел Алексеевич Ротмистров е виден съветски военачалник, командващ бронетанковите войски на Червената армия по време на Втората световна война. След войната достига чин главен маршал на бронираните сили (28 април 1962), удостоен е с почетното звание Герой на Съветския съюз (1965), доктор на военните науки (1956), професор (1958). Почетен гражданин на град Калинин и град Селижарово.

## Биография

### Детство и младост
Павел Ротмистров е роден в малкото селско градче Сковорово в Тверската губерния в тогавашната Руска империя, в семейството на селски ковач, в което освен Павел има още осем братя и сестри. Завършва четиригодишно селско училище. През 1916 г. завършва Селижаровското висше основно училище, след което работи в железницата в Пено. През 1917 г. се премества в Самара, където работи като товарач.
През април 1919 г. Ротмистров е призован в редиците на Червената армия и е записан в Самарския работнически полк. През същата година той се присъединява към редиците на РКП (б).
По време на Гражданската война се бие срещу войските на адмирал Александър Василиевич Колчак участва и в ликвидирането на Мелекесското въстание (1919) и в Съветско-полската война (1920). Той се бие близо до Бугулма като част от Самарския работнически полк, а след това в 42-ия етапен батальон на 16-та армия на Западния фронт. След това е изпратен да учи в съветските инженерни курсове в Самара.
През 1921 г. участва в потушаването на Кронщадското въстание. Ротмистров е един от първите, които нахлуват в крепостта. Той е ранен в битка, за смелостта си, по време на боевете получава орден на Червеното знаме.
През 1924 г. завършва Обединеното военно училище на Всеруския централен изпълнителен комитет, след което служи като командир на взвод на полковото училище, командир на взвод на 31-ви пехотен полк, помощник-командир на рота, основна рота и заместник-командир на батальон в Ленинградски военен окръг (от 2010 г. Западен военен окръг).
През 1928 г., на 27-годишна възраст, той постъпва във Военната академия „Фрунзе“. След дипломирането си Ротмистров е назначен за началник на първи отдел на щаба на 36-та пехотна Забайкалска дивизия, дислоциран в сибирския град Чита.
През март 1936 г. е назначен за началник на първия щабен отдел на Далекоизточната армия на Независимото червено знаме, а през юни 1937 г. е назначен за командир на 63-ти стрелкови полк на Приморската стрелкова дивизия. От 1937 до 1940 г. е инструктор в Московската висша военна академия.
В началото на 1940 г. участва в Съветско-финландската война, за да придобие боен опит в оперативното използване на танкове. Официално е изпратен на фронта като командир на резервната група на Северозападния фронт, но по негова молба се бие като командир на танков батальон от 35-та лека танкова бригада на 7-ма армия. Участва в битките по време на настъплението срещу линията „Манерхайм“, както и при Виборг. Скоро Ротмистров е назначен за началник на Генералния щаб на тази бригада. За проявената храброст и умения по време на боевете той получава Ордена на Червената звезда.
През декември 1940 г. подполковник Ротмистров е назначен за заместник-командир на 5-та танкова дивизия (3-ти механизиран корпус, Балтийски специален военен окръг), която е дислоцирана в Алитус, Литовска ССР. През май 1941 г. е назначен за началник-щаб на 3-ти механизиран корпус.

## Втора световна война

### 1941 г.
С германското нахлуване в Съветския съюз Ротмистров участва в първите битки срещу германските авангарди. На петия ден от войната германците обкръжават щаба на 3-ти механизиран корпус и щаба на 2-ра танкова дивизия, която е част от корпуса (виж Битката при Расейняй). Повече от два месеца Ротмистров с група войници и офицери бягат от обкръжението през окупираната територия на Литва, Беларус и Брянска област.
На 14 септември полковник Ротмистров е назначен за командир на 8-ма танкова бригада от 11-та армия под командването на генерал-лейтенант Василий Морозов,  от Северозападния фронт, под командването на генерал-лейтенант Николай Ватутин. Бригадата е създадена набързо по заповед на работническия щаб на Кировската фабрика в град Ленинград. През октомври бригадата, състояща се от танков полк и мотострелков батальон, прави 250-километров марш от Валдай до Думаново за един ден и на 14 октомври се приближава до село Каликино близо до Калинин на брега на река Волга. Съсредоточавайки се върху магистралата Ленинград – Москва на участъка Медное – Калинин, заедно с други формирования на Северозападния фронт на генерал-лейтенант Николай Ватутин, 8-ма танкова бригада по време на Калининската отбранителна операция (виж операция „Тайфун“) се бие няколко дни срещу германските части, които окупират град Калинин и се опитва да стигне до тила на войските през Медное – Торжок на Северозападния фронт.
На 16 октомври германската армия нанеся силен удар от района на жп. гара Дорошиха до Николо-Малица, по време на който отбраната на 934-ти стрелкови полк е пробита и до края на деня германците пристигат в района на Медное. На бригадата под командването на Ротмистров е наредено да напредне към Полустов, разположен на осем километра северозападно от Медни, и да предотврати по-нататъшно немско настъпление в посока Торжок. При изпълнението на тази задача, след като унищожава част от немските танкове и превозни средства при настъплението им към Марино, в покрайнините на Москва, и превземането прехода на река Логовеж, Ротмистров решава да изтегли бригадата в района на Лихославъл в нарушение на преките заповеди от Ватутин.
По-късно, като част от Калининския фронт, под командването на генерал-полковник Иван Конев, 8-ма танкова бригада участва в зимното контранастъпление на съветските войски край Москва, като се отличава особено при освобождаването на града Клин на 85 км северозападно от Москва.

### 1942 г.
На 11 януари 1942 г. 8-ма танкова бригада е преобразувана в 3-та гвардейска танкова бригада с огромния героизъм на личния състав, а нейният командир полковник Ротмистров е награден с орден „Ленин“ на 5 януари.
На 17 април полковник Ротмистров е назначен за командир на 7-ми танков корпус, който се формира в района на Калинин на базата на 3-та гвардейска танкова бригада. В края на юни, поради настъплението на противника в района на Острогожск и заплахата от превземането на Воронеж от германците, корпусът бързо е преназначен в района на Елец и е включен в състава на 5-та танкова армия под командването на генерал-майор Александър Лизюков.
Армията получава заповед да предприеме контраатака срещу настъпващата към Воронеж немска танкова група. Докато напредва към района на Елец, 7-ми танков корпус атакува германската 11-та танкова дивизия, която скоро разбива. Поради лоша и прибързана организация контраатаката на армията не постига първоначално поставените цели. Тъй като трите добре оборудвани танкови корпуса, които участват в битката, са изпратени в битка на интервали от два дни, което не позволява да се създаде решаващ обрат в бойната ситуация.
На 21 юли полковник Ротмистров получава званието генерал-майор от бронетанковите войски. На 25 август 7-ми танков корпус е включен в танковата армия на Сталинградския фронт. През септември корпусът получава заповед, заедно с 1-ва гвардейска армия на генерал-лейтенант Василий Кузнецов, да атакува врага и да пробие към Сталинград, но неадекватно подготвената атака завършва неуспешно: за три дни битка на 180 танка, които корпусът има по време на влизане в битка, петнадесет остават на служба след битката. Поради големи бойни загуби 7-ми танков корпус е изтеглен от фронта и е изпратен в резерва за възстановяване.
След обкръжаването на германската 6-та армия под командването на маршал Фридрих Паулус при Сталинград по време на Операция „Уран“, останките от 4-та танкова армия под командването на генерал Херман Хот, които не са били обкръжени в Сталинградския джоб, предприемат контраатака от района на Котелниковски на 12 декември за освобождаване на обкръжената германска 6-та армия. На помощ на отбраняващите се съветски войски е изпратена 2-ра гвардейска армия под командването на генерал-лейтенант Родион Малиновски, която включва 7-ми танков корпус под командването на Ротмистров. От 12 до 30 декември корпусът участва в унищожаването на германски части, разположени в Котелниковска област. Тежките битки за превземането на жп. гара Котелниково и село Котелниковски продължават два дни, през които корпусът превзема селото и гарата. На 28 декември 87-ма танкова бригада и 7-ма мотострелкова бригада, които са част от корпуса, превземат немско летище, разположено на един километър от селото. (по една случайност там се намира Адолф Хитлер, но смолета му излита малко преди превземането).
На 29 декември за смелостта и постоянството, показани от личния състав на корпуса в тези битки, 7-ми танков корпус е реорганизиран в 3-ти гвардейски танков корпус и получава почетното име „Котелниковски“.

### 1943 г.
През януари 1943 г. 3-ти гвардейски танков корпус, заедно с 2-ра гвардейска армия, участва в разгрома на група германски сили на възстановения Донски фронт под командването на фелдмаршал Ерих фон Манщайн, образуван от останките на германските и Румънски части, които не са били обкръжени при Сталинград, които се опитват да помогнат на германските войски, обкръжени при Сталинград, както и при освобождаването на град Ростов на Дон.
На 9 януари 1943 г. е награден с орден Суворов 2-ра степен (№ 3). На 22 февруари му е присвоено военно звание генерал-лейтенант и същия ден е назначен за командир на 5-та гвардейска танкова армия.
Начело на гвардейската танкова армия по време на битката при Курск, 5-та гвардейска танкова армия участва в отбраната като част от Степния фронт под командването на маршал Иван Конев, разположен източно от изпъкналостта като общ резерв. След 10 юли II танков корпус на СС под командването на генерал от СС Пол Хаусер, настъпващ от южната стена на издатината, успешно преодолява различните отбранителни линии на Червената армия, създавайки издатина, разделяща 1-ва армия от танковете на Михаил Катуков и съветските войски на Василий Крюченкин 69-та армия и бавно напредва към малкия град Прохоровка, за да спре непредвиденото настъпление на войските на СС, Ставката нарежда на Конев съветската 5-та танкова армия на Павел Ротмистров и 5-та гвардейска армия (Алексей Жадов) да бъдат прехвърлени в Воронежкия фронт под командването на маршал Николай Ватутин (виж Битката при Прохоровка).
В надпревара с времето съветските резервни сили достигат малкия железопътен възел Прохоровка през нощта на 11 юли 1943 г. Планирано е съветските сили да изолират германския корпус и да го унищожат, докато 5-та гвардейска танкова армия ще атакува СС Танков корпус челно. Танковете на Ротмистров ще трябва да напредват бързо, тъй като нямат много артилерийски оръдия, които да ги поддържат, а бронята на съветските танкове е по-лоша. Около 08:00 сутринта на 12 юли започва съветска артилерийска подготовка. В 08:30 Ротмистров предава по радиото на своите танкове паролата: „Стомана, стомана, стомана!“, заповед за започване на атаката. Надолу по западните склонове, преди Прохоровка, той атакува танковете на пет танкови бригади от съветския 18-ти и 29-ти танкови корпуси на 5-та гвардейска танкова армия. Съветските танкове напредват по коридора, носейки пехотинци от 9-та гвардейска въздушнодесантна дивизия, качени на танковете. На север и изток 3-та СС дивизия Тотенкопф (Мъртвешка глава) е контраатакувана от съветския 33-ти гвардейски стрелкови корпус. Натоварена със задачата да заобиколи съветската отбрана около Прохоровка, германската част трябва първо да преодолее поредица от атаки, преди да може да премине в настъпление. Повечето от загубите на танковете на дивизията са в късния следобед, докато те напредват през минни полета срещу добре скрити съветски противотанкови оръдия.
Въпреки че 3-та SS дивизия Totenkopf успява да достигне пътя Картечеевка – Прохоровка, нейният контрол е слаб и струва на дивизията половината от бронята. Повечето от загубите на немски танкове, понесени при Прохоровка, са тук. На юг съветските 18-ти и 29-ти танкови корпуси са отблъснати от 1-ва СС дивизия Лайбщандарт СС Адолф Хитлер. 2-ра СС дивизия Дас Райх също отблъсква атаките на 2-ри танков корпус и 2-ри гвардейски танков корпус. Локалното въздушно превъзходство на Луфтвафе над бойното поле също допринася за тежките съветски загуби, отчасти поради това, че командването насочва германските части по фланговете на II SS танков корпус. До края на деня руснаците се въръщат на първоначалните си позиции. Съвременните историографи (Алексей Исаев) смятат, че германците печелят битката, защото танковете на Ротмистров се изтеглят и бойното поле остава за Вермахта. От друга страна те не изпълняват дадената им заповед да превземат Прохоровка.
През септември „възстановената“ 5-та гвардейска танкова армия отново под командването на генерал-лейтенант Ротмистров участва в битката за Днепър (Днрпърски отбранителен вал), Пятихатската и Знаменската операции, както и в освобождаването на градовете Пятихатка, Кривой Рог и Кропивницки. На 20 октомври получава званието генерал-полковник от танковите войски.

### 1944 г.
Между декември 1943 г. и април 1944 г. той участва в Днепърско-Карпатската офанзива, по време на която има важно участие в Кировоградската операция, както и в Корсун-Шевченковската операция, по време на която на 24 януари, след масивна бомбардировката, 4-та гвардейска армия и 53-та армия от 2-ри украински фронт (Иван Конев) атакуват южно от Корсунския издатък и на следващия ден към тях се присъединява 5-та гвардейска танкова армия на Павел Ротмистров. Те пробиват и лесно отблъсват слабите германски контраатаки. На 26 януари 1-ви украински фронт под командването на Николай Ватутин изпратща 6-та гвардейска танкова армия от север, която се натъкна на съветски сили, настъпващи от юг на 28 януари, обкръжавайки около 60 000 германци от XI и XXXXII армейски корпус на германската 8-ма армия на генерал Ото Вьохелер в джоб от 3100 km² близо до град Черкаси. (виж Битката при Корсун-Черкаси).
В продължение на седем дни армията на Ротмистров отблъсква германските контраатаки по външния пръстен на обкръжението, предотвратявайки облекчението на германските войски да пробият към обкръжените войски. На 17 февруари германските войници, които не са успели да избягат през съветските линии, са напълно елиминирани или пленени.
На 21 февруари Ротмистров е повишен в маршал на бронираните сили.
През лятото на 1944 г. 5-та гвардейска танкова армия играе водеща роля в операция „Багратион“. Когато започва успехът в зоната на действие на 5-та армия, маршалът на бронираните сили Ротмистров повежда армията си към пробив, за да развие успех в посоката на Богушевски. На следващия ден, 26 юни, армията навлиза в магистралата към Минск, на 50 километра западно от Орша. В края на същия ден районният център Талачин е освободен.
На 5 юли 5-та гвардейска танкова армия на Ротмистров се присъединява към настъплението към Вилнюс. До 8 юли 5-та гвардейска танкова армия заедно с 11-та гвардейска армия обграждат Вилнюс и започват кървава битка за унищожаване на германския гарнизон, съпротива, която продължава до 13 юли, когато танковете на Ротмистров най-накрая превземат града. Същия ден съветските части достигат река Неман.
В края на юли 1944 г. съветското настъпление започва да се забавя главно поради големия брой танкови загуби, понесени в бронираните части. Загубите са особено големи в 5-та гвардейска танкова армия. Ротмистров е освободен от командването, привидно заради понасянето на такива тежки загуби, и заменен от генерал-лейтенант Василий Волски.
През август Ротмистров е назначен за заместник-командир на бронираните и механизирани войски на Червената армия и се завръща в активно командване на частта едва след войната.

## Следвоенен период
След Втората световна война Ротмистров командва механизираните сили на групата съветски окупационни сили в Германия, а по-късно заема същата длъжност в Далечния изток. През 1948 г. е назначен за заместник-началник на катедрата на Военната академия на Генералния щаб „Ворошилов“.
През 1953 г. самият Ротмистров завършва Военната академия на Генералния щаб „Ворошилов“, след което става началник на катедрата, извършва военна научна и военнопедагогическа работа. Бил е доктор на военните науки (1956), професор (1958). От 1958 до 1964 г. е директор на Военната академия на Въоръжените сили. На 28 април 1962 г. Ротмистров получава военно звание главен маршал на бронираните сили, като става първият войник, получил такова звание.
С Указ на Президиума на Върховния съвет на Съветския съюз от 7 май 1965 г. „за умелото ръководство на войските, смелостта, храброст и героизъм, проявени в борбата срещу немско-фашистките нашественици, и за отбелязване на 20-годишнината от победата на съветския народ във Великата отечествена война от 1941 – 1945 г. Главният маршал на бронетанковите войски Павел Алексеевич Ротмистров е удостоен със званието Герой на Съветския съюз с орден „Ленин“ и медал „Златна звезда“ (№ 10 688).
От 1964 г. Ротмистров е помощник на министъра на отбраната на СССР по висшите военни учебни заведения. През 1968 г. той е назначен за генерален инспектор на групата на генералните инспектори на Министерството на отбраната на СССР, чисто почетна длъжност. Павел Алексеевич Ротмистров умира в Москва на 6 април 1982 г. Погребан е в Новодевичкото гробище (секция 4) в руската столица.

## Военна кариера
- Подполковник (1940)
- Генерал-майор от бронираните войски (21 юли 1942)
- Бронетанков генерал-лейтенант (29 декември 1942)
- Генерал-полковник от бронираните войски (20 октомври 1943)
- Маршал на бронираните войски (21 февруари 1944)
- Главен маршал на армията (28 април 1962) 7